# مضريك (المهرة)

تعديل مصدري - تعديل

مضريك هي إحدى قرى عزلة الغيظة بمديرية الغيظة التابعة لمحافظة المهرة، بلغ تعداد سكانها 121 نسمة حسب تعداد اليمن لعام 2004.